# 제주종합경기장

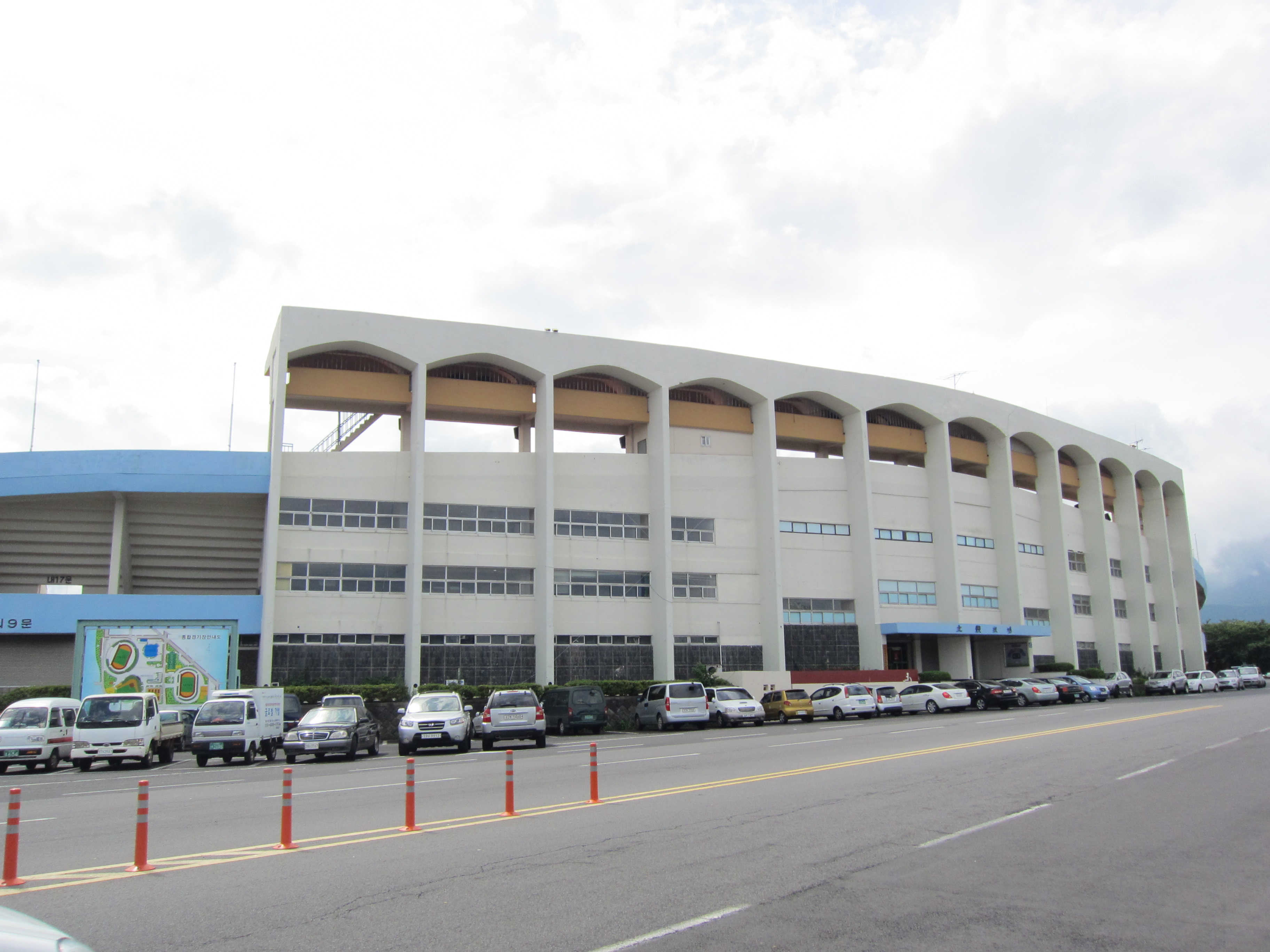
주경기장 외관

제주종합경기장(濟州綜合競技場, Jeju Sports Complex)은 대한민국 제주특별자치도 제주시에 있는 스포츠 시설이다.이다. 천연잔디 필드와 우레탄 트랙이 갖춰진 경기장이며, 1968년 7월에 준공되었다. 제주 유나이티드 FC의 홈 경기장으로 사용되었다. 주경기장 이외에 야구장, 실내수영장, 한라체육관, 연정정구장, 애향운동장, 시민체력단련장, 시민복싱장, 씨름장, 오름마당(인공암벽) 등의 스포츠 시설이 있다.

## 참고 문헌
- “제주시 체육시설 통합”. 제주시청.
- “제주종합경기장”. 제주시청.
- 〈제주종합경기장〉. 《한국향토문화전자대전》. 한국학중앙연구원.[깨진 링크(과거 내용 찾기)]
- 〈제주종합경기장〉. 《두피디아》. 두산.
- 《전국 공공체육 시설 현황 (2017년말 기준)》. 대한민국 문화체육관광부. 2019.
- 《2023 전국 공공체육시설 현황 (2022년 12월말 기준)》. 대한민국 문화체육관광부. 2024.

## 같이 보기
- 애향운동장
- 제주종합경기장 실내수영장